# Gyeplabda az 1928. évi nyári olimpiai játékokon
Az 1928. évi nyári olimpiai játékokon a gyeplabdatornát május 17. és május 26. között rendezték. A tornán 9 válogatott szerepelt.

## Éremtáblázat
(Az egyes számoszlopok legmagasabb értéke, vagy értékei vastagítással kiemelve.)
| Az 1928. évi nyári olimpiai játékok éremtáblázata gyeplabdában | Az 1928. évi nyári olimpiai játékok éremtáblázata gyeplabdában | Az 1928. évi nyári olimpiai játékok éremtáblázata gyeplabdában | Az 1928. évi nyári olimpiai játékok éremtáblázata gyeplabdában | Az 1928. évi nyári olimpiai játékok éremtáblázata gyeplabdában | Olimpia  |
| -------------------------------------------------------------- | -------------------------------------------------------------- | -------------------------------------------------------------- | -------------------------------------------------------------- | -------------------------------------------------------------- | -------- |
|                                                                | Ország                                                         | Arany                                                          | Ezüst                                                          | Bronz                                                          | Összesen |
| 1.                                                             | India (IND)                                                    | 1                                                              | 0                                                              | 0                                                              | 1        |
|                                                                |                                                                |                                                                |                                                                |                                                                |          |
| 2.                                                             | Németország (GER)                                              | 0                                                              | 1                                                              | 0                                                              | 1        |
|                                                                |                                                                |                                                                |                                                                |                                                                |          |
| 3.                                                             | Belgium (BEL)                                                  | 0                                                              | 0                                                              | 1                                                              | 1        |
|                                                                |                                                                |                                                                |                                                                |                                                                |          |
| Összesen                                                       | Összesen                                                       | 1                                                              | 1                                                              | 1                                                              | 3        |

## Érmesek
| Az 1928. évi nyári olimpiai játékok érmesei férfi gyeplabdában | Az 1928. évi nyári olimpiai játékok érmesei férfi gyeplabdában | Az 1928. évi nyári olimpiai játékok érmesei férfi gyeplabdában | Az 1928. évi nyári olimpiai játékok érmesei férfi gyeplabdában |
| --- | --- | --- | -------------------------------------------------------------- |
| Arany | Ezüst | Bronz |                                                                |
| India (IND) | Németország (GER) | Belgium (BEL) |                                                                |
| Richard Allen Dhyan Chand Maurice Gateley William Goodsir-Cullen Leslie Hammond Feroze Khan George Marthins Rex Norris Broome Pinniger Michael Rocque Frederic Seaman Ali Shaukat Jaipal Singh Sayed Yusuf Kher Singh Gill | Jan Ankerman Jan Brand Rein de Waal Emile Duson Gerrit Jannink Adriaan Katte August Kop Ab Tresling Paul van de Rovaart Robert van der Veen Haas Visser 't Hooft C. J. J. Hardebeck T. F. Hubrecht G. Leembruggen H. J. L. Mangelaar Meertens Otto Muller von Czernicki W. J. van Citters C. J. van der Hagen Tonny van Lierop J. J. van Tienhoven van den Bogaard J. M. van Voorst van Beest N. Wenholt | Bruno Boche Georg Brunner Heinz Förstendorf Erwin Franzkowiak Werner Freyberg Theodor Haag Hans Haußmann Kurt Haverbeck Aribert Heymann Herbert Hobein Fritz Horn Karl-Heinz Irmer Herbert Kemmer Herbert Müller Werner Proft Gerd Strantzen Rolf Wollner Heinz Wöltje Erich Zander Fritz Lincke Heinz Schäfer Kurt Weiß |                                                                |

## Lebonyolítás
A 9 résztvevőt két csoportba osztották. Körmérkőzések döntötték el a csoportok végeredményét. A csoportból az első két helyezett jutott tovább az elődöntőbe, az elődöntők győztesei játszották a döntőt, a vesztesek a bronzéremért mérkőzhettek.

## Csoportkör
| Színmagyarázat                                                 |
| -------------------------------------------------------------- |
| A csoportok első két helyezettje bejutott a elődöntőbe.        |
| A csoportok harmadik, negyedik és ötödik helyezettjei kiestek. |

### A csoport
| Csapat         | M | Gy | D | V | G+ | G– | Gk  | P |
| -------------- | - | -- | - | - | -- | -- | --- | - |
| India (IND)    | 4 | 4  | 0 | 0 | 26 | 0  | +26 | 8 |
| Belgium (BEL)  | 4 | 3  | 0 | 1 | 8  | 9  | –1  | 6 |
| Dánia (DEN)    | 4 | 2  | 0 | 2 | 5  | 8  | –3  | 4 |
| Svájc (SUI)    | 4 | 1  | 0 | 3 | 2  | 11 | –9  | 2 |
| Ausztria (AUT) | 4 | 0  | 0 | 4 | 1  | 14 | –13 | 0 |

| 1928. május 17. | Dánia (DEN) | 2 – 1 | Svájc (SUI) |  |
| 1928. május 17. | (1 – 0)     |       |             |  |

| 1928. május 17. | India (IND) | 6 – 0 | Ausztria (AUT) |  |
| 1928. május 17. | (3 – 0)     |       |                |  |

| 1928. május 18. | India (IND) | 9 – 0 | Belgium (BEL) |  |
| 1928. május 18. | (5 – 0)     |       |               |  |

| 1928. május 18. | Dánia (DEN) | 3 – 1 | Ausztria (AUT) |  |
| 1928. május 18. | (3 – 0)     |       |                |  |

| 1928. május 20. | Belgium (BEL) | 3 – 0 | Svájc (SUI) |  |
| 1928. május 20. | (2 – 0)       |       |             |  |

| 1928. május 20. | India (IND) | 5 – 0 | Dánia (DEN) |  |
| 1928. május 20. | (2 – 0)     |       |             |  |

| 1928. május 22. | India (IND) | 6 – 0 | Svájc (SUI) |  |
| 1928. május 22. | (2 – 0)     |       |             |  |

| 1928. május 22. | Belgium (BEL) | 4 – 0 | Ausztria (AUT) |  |
| 1928. május 22. | (1 – 0)       |       |                |  |

| 1928. május 24. | Belgium (BEL) | 1 – 0 | Dánia (DEN) |  |
| 1928. május 24. | (0 – 0)       |       |             |  |

| 1928. május 24. | Svájc (SUI) | 1 – 0 | Ausztria (AUT) |  |
| 1928. május 24. | (0 – 0)     |       |                |  |

### B csoport
| Csapat              | M | Gy | D | V | G+ | G– | Gk | P |
| ------------------- | - | -- | - | - | -- | -- | -- | - |
| Hollandia (NED)     | 3 | 2  | 1 | 0 | 8  | 2  | +6 | 5 |
| Németország (GER)   | 3 | 2  | 0 | 1 | 8  | 3  | +5 | 4 |
| Franciaország (FRA) | 3 | 1  | 0 | 2 | 2  | 8  | –6 | 2 |
| Spanyolország (ESP) | 3 | 0  | 1 | 2 | 3  | 8  | –5 | 1 |

| 1928. május 17. | Hollandia (NED) | 5 – 0 | Franciaország (FRA) |  |
| 1928. május 17. | (3 – 0)         |       |                     |  |

| 1928. május 17. | Németország (GER) | 5 – 1 | Spanyolország (ESP) |  |
| 1928. május 17. | (4 – 0)           |       |                     |  |

| 1928. május 19. | Hollandia (NED) | 2 – 1 | Németország (GER) |  |
| 1928. május 19. | (2 – 1)         |       |                   |  |

| 1928. május 19. | Franciaország (FRA) | 2 – 1 | Spanyolország (ESP) |  |
| 1928. május 19. | (2 – 0)             |       |                     |  |

| 1928. május 22. | Németország (GER) | 2 – 0 | Franciaország (FRA) |  |
| 1928. május 22. | (2 – 0)           |       |                     |  |

| 1928. május 23. | Hollandia (NED) | 1 – 1 | Spanyolország (ESP) |  |
| 1928. május 23. | (1 – 0)         |       |                     |  |

## Helyosztók

### A 3. helyért
| 1928. május 26. | Németország (GER) | 3 – 0 | Belgium (BEL) |  |
| 1928. május 26. |                   |       |               |  |

### Döntő
| 1928. május 26. | India (IND) | 3 – 0 | Hollandia (NED) |  |
| 1928. május 26. | (1 – 0)     |       |                 |  |

| Az 1928. évi nyári olimpiai játékok férfi gyeplabdatornájának olimpiai bajnoka |
| · INDIA · 1. cím                                                               |
| ------------------------------------------------------------------------------ |

## Végeredmény
| Helyezés | Csapat              | M | Gy | D | V | G+ | G– | Gk  | P  |
| -------- | ------------------- | - | -- | - | - | -- | -- | --- | -- |
| Arany    | India (IND)         | 5 | 5  | 0 | 0 | 29 | 0  | +29 | 10 |
| Ezüst    | Németország (GER)   | 4 | 3  | 0 | 1 | 11 | 3  | +8  | 6  |
| Bronz    | Belgium (BEL)       | 5 | 3  | 0 | 2 | 8  | 12 | –4  | 6  |
| 4.       | Hollandia (NED)     | 4 | 2  | 1 | 1 | 8  | 5  | +3  | 5  |
|          |                     |   |    |   |   |    |    |     |    |
| 5.       | Dánia (DEN)         | 4 | 2  | 0 | 2 | 5  | 8  | –3  | 4  |
| 6.       | Franciaország (FRA) | 3 | 1  | 0 | 2 | 2  | 8  | –6  | 2  |
| 7.       | Svájc (SUI)         | 4 | 1  | 0 | 3 | 2  | 11 | –9  | 2  |
| 8.       | Spanyolország (ESP) | 3 | 0  | 1 | 2 | 3  | 8  | –5  | 1  |
| 9.       | Ausztria (AUT)      | 4 | 0  | 0 | 4 | 1  | 14 | –13 | 0  |

## Góllövőlista
|     | Név                                 | Nemzet        | Gólok |
| --- | ----------------------------------- | ------------- | ----- |
| 1.  | Dhyan Chand                         | India         | 14    |
| 2.  | Feroze Khan                         | India         | 5     |
|     | George Marthins                     | India         | 5     |
|     | Theodor Haag                        | Németország   | 5     |
| 5.  | Louis Diercxsens                    | Belgium       | 4     |
| 6.  | Frederic Seaman                     | India         | 3     |
|     | Henning Holst                       | Dánia         | 3     |
|     | Robert van der Veen                 | Hollandia     | 3     |
| 9.  | Gerrit Jannink                      | Hollandia     | 2     |
|     | Herbert Hobein                      | Németország   | 2     |
|     | Paul van de Rovaart                 | Hollandia     | 2     |
|     | Herbert Müller                      | Németország   | 2     |
| 13. | Ab Tresling                         | Hollandia     | 1     |
|     | Erik Husted                         | Dánia         | 1     |
|     | J. Loubert                          | Svájc         | 1     |
|     | Ali Shaukat                         | India         | 1     |
|     | Bruno Boche                         | Németország   | 1     |
|     | Enrique de Chávarri Rodríguez Codes | Spanyolország | 1     |
|     | Niels Heilbuth                      | Dánia         | 1     |
|     | H. Lichtneckert                     | Ausztria      | 1     |
|     | Heinz Wöltje                        | Németország   | 1     |
|     | Bernabé de Chávarri Rodríguez Codes | Spanyolország | 1     |
|     | Jacques Rivière                     | Franciaország | 1     |
|     | Félix Grimonprez                    | Franciaország | 1     |
|     | Paul Delheid                        | Belgium       | 1     |
|     | Émile Vercken                       | Belgium       | 1     |
|     | Maurice Gateley                     | India         | 1     |
|     | Yvon Baudoux                        | Belgium       | 1     |
|     | Francisco de Roig Ventura           | Spanyolország | 1     |
|     | André Seeldrayers                   | Belgium       | 1     |
|     | Konrad Fehr                         | Svájc         | 1     |